# Phyllodactylus muralis
Espèce
Statut de conservation UICN

 LC  : Préoccupation mineure
Phyllodactylus muralis est une espèce de geckos de la famille des Phyllodactylidae.

## Répartition
Cette espèce est endémique de l'isthme de Tehuantepec dans l'État de Oaxaca au Mexique.

## Liste des sous-espèces
Selon The Reptile Database (13 février 2013) :
- Phyllodactylus muralis isthmus Dixon, 1964
- Phyllodactylus muralis muralis Taylor, 1940

## Publications originales
- Dixon, 1964 : The systematics and distribution of lizards of the genus Phyllodactylus in North and Central America. New Mexico State University Science Bulletin, vol. 64, p. 1-139.
- Taylor, 1940 "1939" : Herpetological Miscellany No I. The University of Kansas science bulletin, vol. 26, no 15, p. 489-571 (texte intégral).